# Растворовка
Растворовка — река в России, протекает в Думиничском районе Калужской области. Правый приток Которянки.

## География
Река Растворовка берёт начало у деревни Поляна. Течёт на юго-восток, с востока огибает село Маклаки. Устье реки находится в 12 км по правому берегу реки Которянки. Длина реки составляет 7,3 км.

## Данные водного реестра
По данным государственного водного реестра России относится к Окскому бассейновому округу, водохозяйственный участок реки — Ока от города Белёв до города Калуга, без рек Упа и Угра, речной подбассейн реки — бассейны притоков Оки до впадения Мокши. Речной бассейн реки — Ока.
Код объекта в государственном водном реестре — 09010100512110000019722.